# レニー・ピントール
レニー・ジャン＝ピエール・ピントール（Lenny Jean-Pierre Pintor, 2000年8月5日 - ）は、フランス・パリ出身のサッカー選手。ASサンテティエンヌ所属。ポジションはFW。

## クラブ経歴
2017年8月22日にSCバスティアからスタッド・ブレスト29に移籍しプロ契約を締結した。同年12月15日のリーグ・ドゥの試合に17歳で出場し、プロ初出場を記録。
2018年8月31日に5年契約でリーグ・アンのオリンピック・リヨンに移籍。移籍金は500万ユーロで、出来次第では追加で400万ユーロが支払われる契約、更に次の移籍の際に幾分かの移籍金がバスティアに入る条件での合意であった。UEFAユースリーグではデビュー戦のアウェーで得点を決めて勝利に貢献した。10月19日にはメンフィス・デパイとの交代で途中出場しトップチームデビューも果たした。
2019年夏にトロワACに期限付き移籍。当初は1シーズンの契約であったが、2020年9月に買取オプションつきで期限付き移籍を延長した。
2022年8月4日、ASサンテティエンヌに2年契約で移籍した。

## 代表経歴
フランスU-17代表として2017 FIFA U-17ワールドカップに出場、ラウンド16では得点を決めたものの、チームはここで敗退した。その後U-19代表ではUEFA U-19欧州選手権2018に、U-20代表では2019 FIFA U-20ワールドカップに参加した。

## 私生活
マルティニークにルーツを持っている。